# Bruno Biehler
Bruno Alexander Biehler (* 19. Juli 1884 in Freiburg im Breisgau; † 24. März 1966 in München) war ein deutscher Skisportpionier und später als Architekt vorwiegend in München, Oberbayern und Linz tätig.

## Leben
Bruno Biehlers Eltern waren der Freiburger Kaufmann Rudolf Biehler und Lina Biehler, geb. Groenewald, aus Pyrmont, die ein Bekleidungsgeschäft an der Kaiserstraße führten. Sein Bruder Rudolf Biehler wurde am 18. April 1882 in Freiburg geboren und war später ebenfalls ein bekannter Skisportler, er wurde Arzt und fiel im Ersten Weltkrieg.
Von Sommersemester 1907 bis Wintersemester 1909/10 war Bruno Biehler an der Technischen Hochschule München im Fach Architektur eingeschrieben. Als Religionszugehörigkeit ist in der Studentenkartei „mosaisch“ vermerkt.
Anschließend arbeitete er zunächst bei Theodor Fischer, dann für Stadtbaumeister Karl Höpfel am Neubau des Maximiliansgymnasiums mit.
Nach Bestehen des 2. Staatsexamens unternahm Biehler eine eineinhalbjährige Reise durch Asien. Startend im November 1913 in Triest mit dem Dampfer Africa besuchte er Ceylon, Indien, Burma, Java, China sowie Japan und kehrte mit der Transsibirischen Eisenbahn über Moskau im Juni 1914 nach Freiburg zurück. Von Bauwerken, der Landschaft und der einheimischen Bevölkerung fertigte er mehr als 600 Schwarzweiß-Diapositive auf Glasplatten im Format 9 × 12 cm an, die in seinem Nachlass erhalten sind (Auswahl siehe Weblinks und Ausstellungskatalog). Am 11. Mai 1914 gelang ihm die wohl erste Winterbesteigung im Alleingang des Fuji, auch diese mit Fotos dokumentiert.
Kurz nach der Rückkehr aus Asien begann der Erste Weltkrieg. Bruno Biehler war Zugführer im 1. Bayerischen Schneeschuh-Bataillon des Deutschen Alpencorps.
Nach Kriegsende erfolgte 1919 die Ummeldung von Freiburg nach München. Laut Geburtenregister war er zweimal verheiratet, seine erste Ehefrau wurde 1928 die aus einer Münchner Goldschmiede- und Juwelierdynastie stammende Johanna Neresheimer, die zweite Eheschließung erfolgte 1947 in Bad Wiessee.
In München war er Mitglied im Rotary Club (1928 gegründet, 1933 Streichung jüdischer Mitglieder aus der Kartei, 1937 Selbstauflösung, 1949 Wiedergründung).
Neben Architekturberuf, Winter- und Bergsport sowie Fotografie fühlte sich Biehler auch zum Malen und Zeichnen hingezogen und musizierte mit dem befreundeten Carl Orff. Mit dem Landschaftsplaner Alwin Seifert verband ihn ebenso eine enge Freundschaft.

## Skisportler
Bruno Biehler war wie sein Bruder zunächst Mitglied des Ski-Club Freiburg. Beide traten später (Bruno 1904) dem 1903 gegründeten Akademischen
Ski-Club Freiburg bei. 1908 war er Gesamtsieger der ersten Deutschen Meisterschaften in der Nordischen Kombination (Einzelwettkampf Militärpatrouille), desgleichen 1909. Bei den 1. Österreichischen Meisterschaften der Skispringer 1907 wagten die Brüder Rudolf und Bruno Biehler sowie Viktor Sohm aus Bregenz und Karl Gruber aus München einen sensationellen Doppelsprung von der Schattbergschanze in Kitzbühel. Bei den ersten Allgäuer Skimeisterschaften 1910, noch auf der alten Oberstdorfer Schanze auf den Halden, Vorgängerin der Schattenbergschanze (heute Erdinger Arena), wurde Bruno Biehler mit 21 Metern Meister im Sprunglauf und hielt seit 1909 mit 22 m auch den Schanzenrekord.
1905/06 trat Bruno Biehler dem Akademischen Ski-Club München bei (ASCM, auch Asem; gegründet als Akademische Sektion des Skiclubs Schwarzwald, die meisten Gründungsmitglieder kamen von einem Freundeskreis aus Freiburg im Breisgau; auch Fritz Todt war ASCM-Mitglied) und war Vorsitzender dessen Hüttenvereins. Nach seinem Entwurf entstand für den Verein die Grünseehütte (heutige Uli-Wieland-Hütte des ASCM in der Nähe des Grünsees im Spitzingsee-Gebiet).

## Architekt

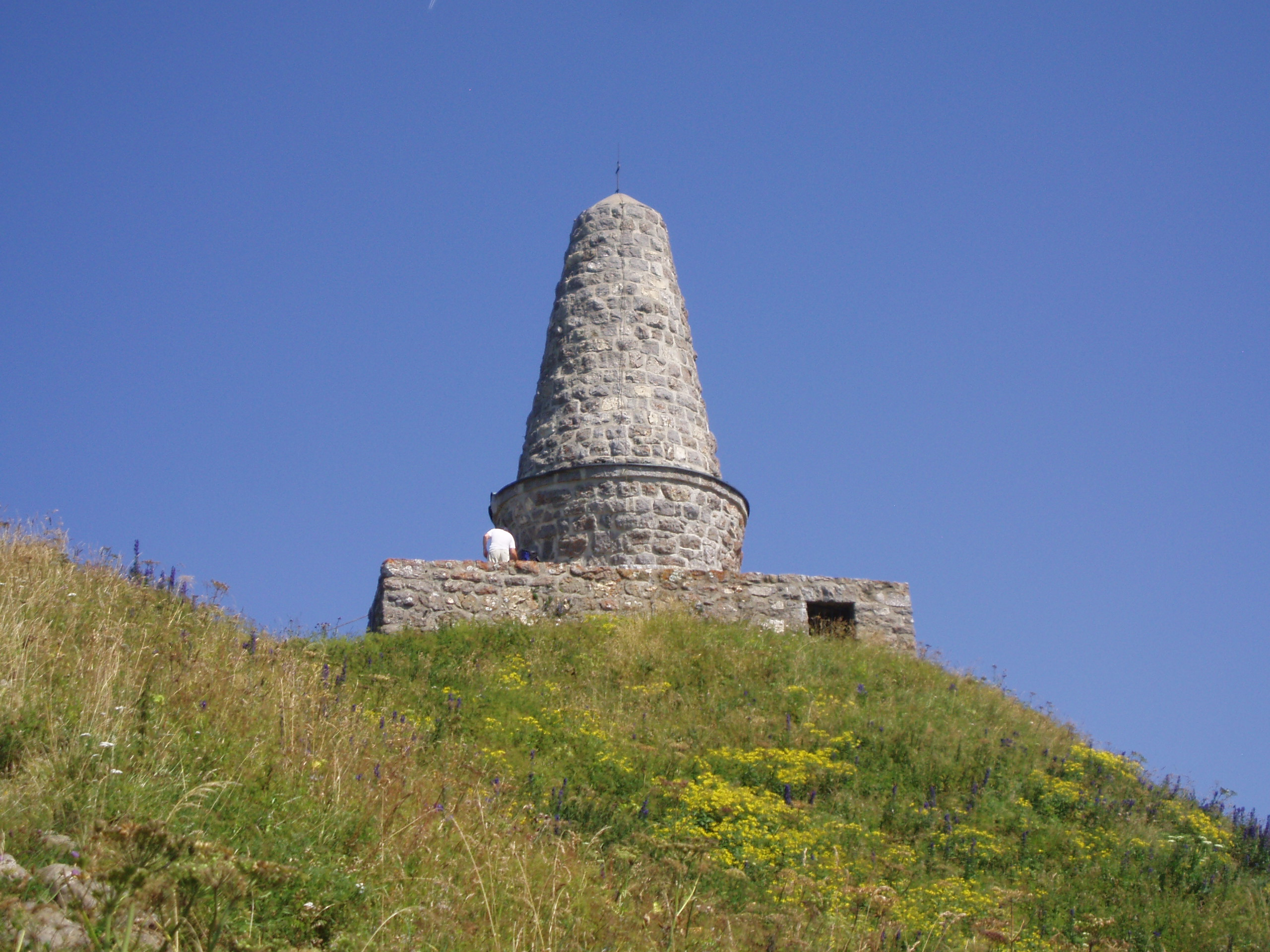
Gebirgsjägerdenkmal auf dem Grünten

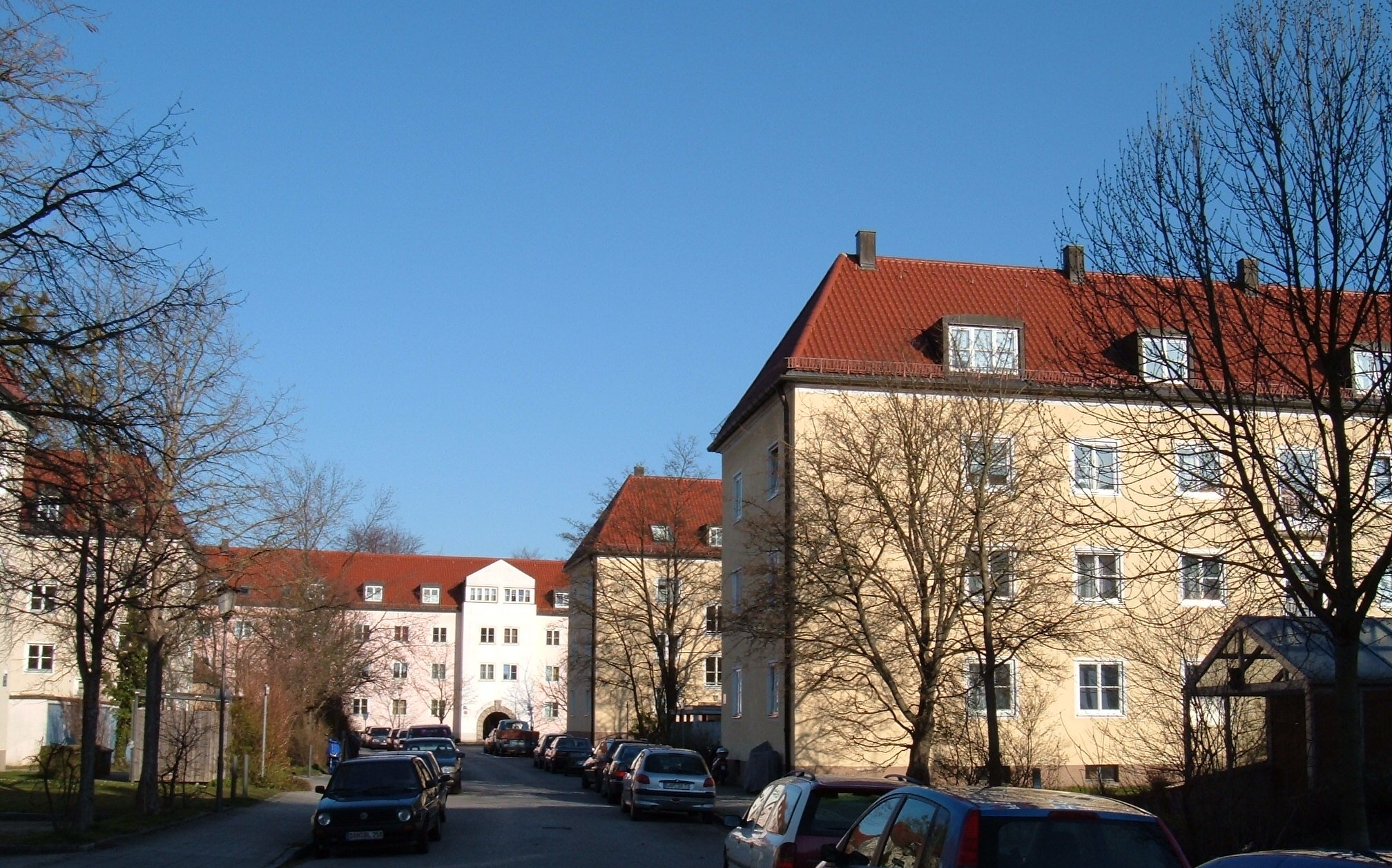
Neufriedenheim

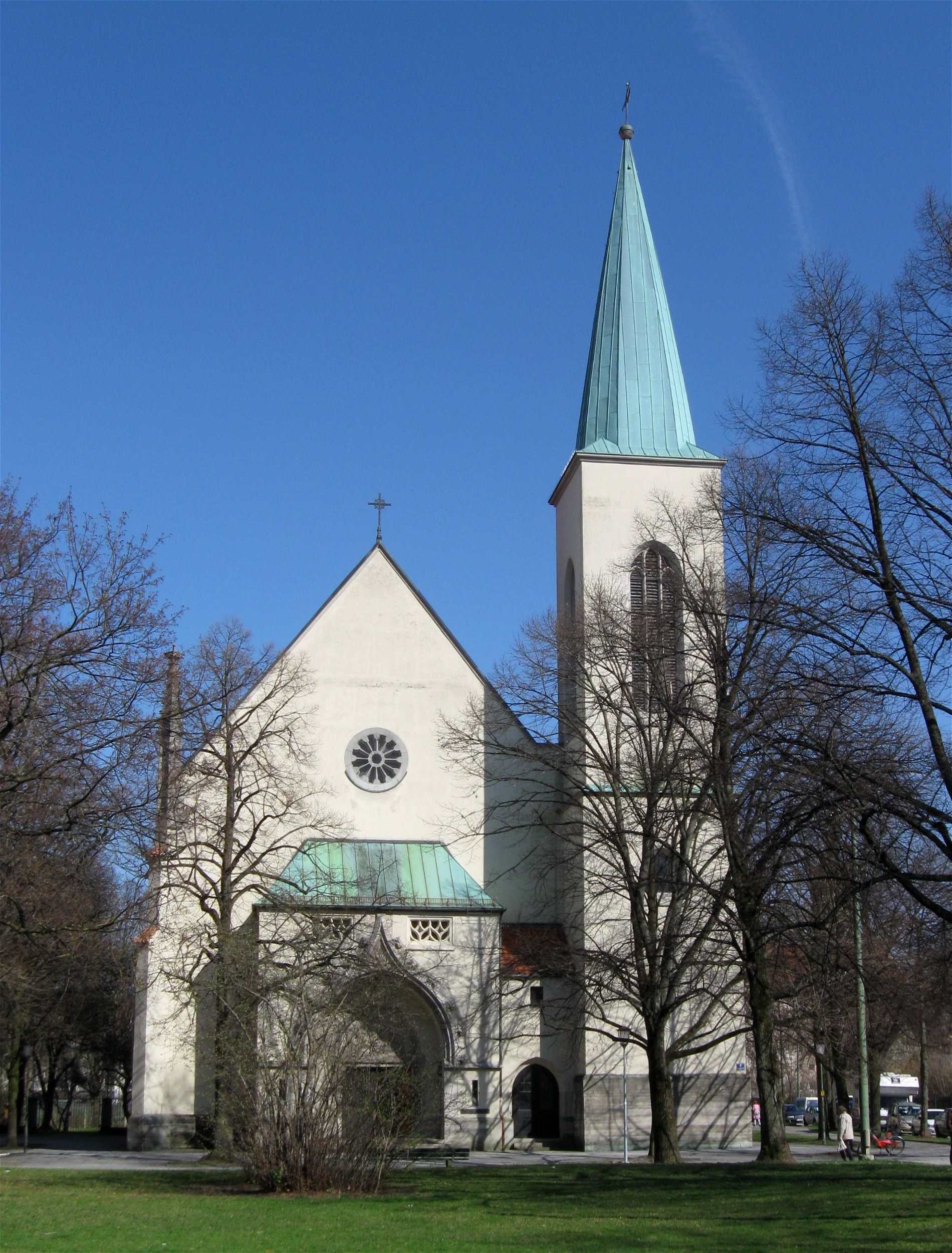
Christuskirche München-Neuhausen

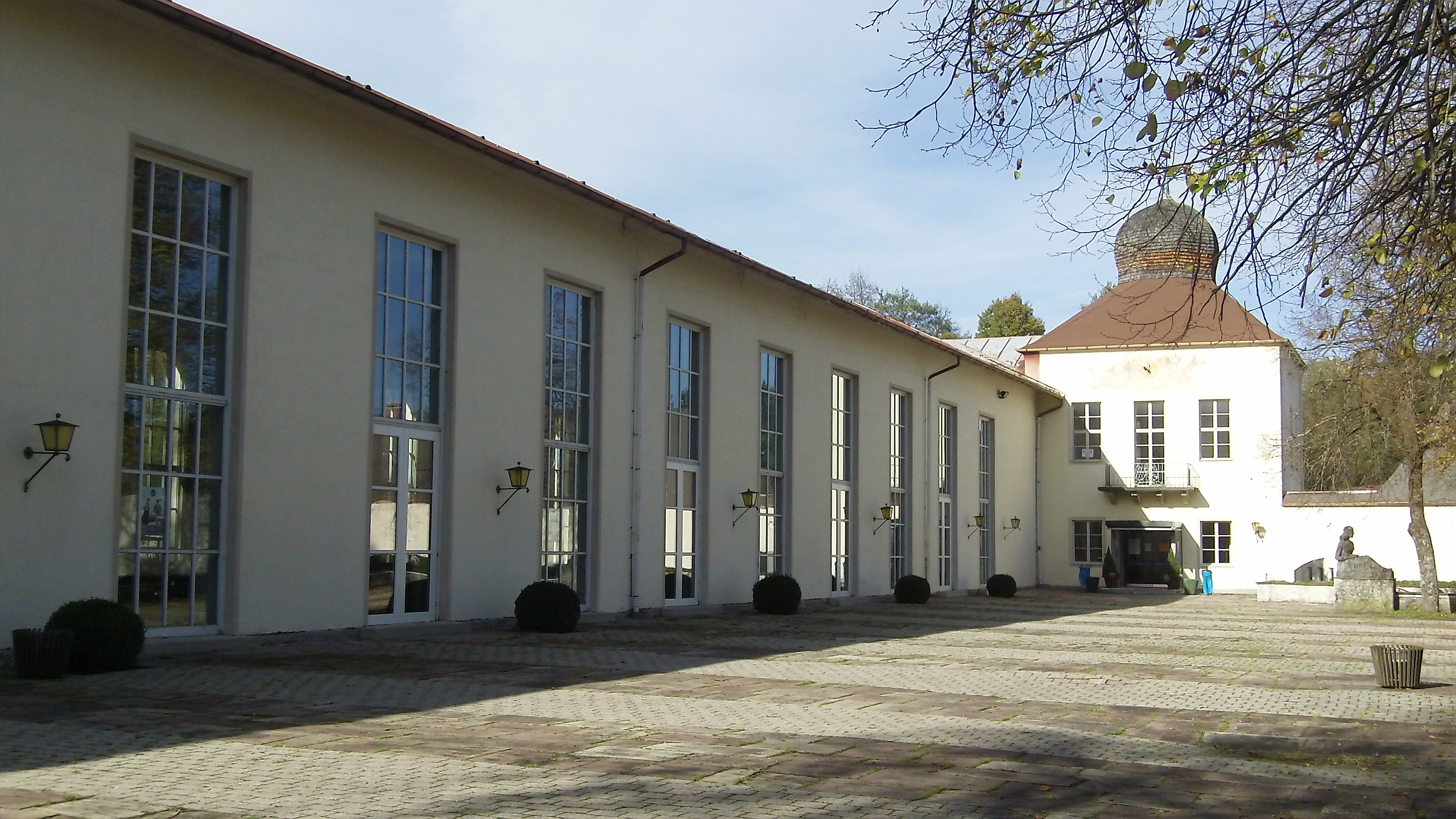
Wandelhalle des Jod-Schwefelbades in Bad Wiessee, 1935

Nach seinem Studium und einer Referendariatszeit in der öffentlichen Bauverwaltung legte Bruno Biehler das 2. Staatsexamen zum Regierungsbaumeister ab. Er machte sich jedoch bald selbständig und arbeitete in den 1920er und 1930er Jahren freiberuflich in München. Spätestens Ende der 1920er Jahre war er auch Mitglied im Bund Deutscher Architekten (BDA). Ab etwa 1938 arbeitete Biehler und weitere Münchner Architekten unter der Oberleitung von Reichsbaurat Roderich Fick am Bau der sogenannten „Führer-Siedlung“ in der oberösterreichischen „Führerstadt“ Linz („Patenstadt des Führers“) mit.

### Bauten (Auswahl)
- 1917: Soldatenfriedhof des „Jägerregiments 3“ – des ersten deutschen Gebirgstruppenteils der Alten Armee – im Vaser Tal (Wassertal) in den nordrumänischen Karpaten, etwa zwischen Miraj und Macârlau nahe der Stadt Marmaros Sziget (angelegt unter Mitwirkung des Holzbildhauers Wilhelm Math aus Oberstdorf und des Kunstmalers Hermann Grosselfinger aus Hindelang; sie hatten wie Biehler selbst dem „Jägerregiment 3“ angehört).[14][15]
- 1921–1924: Gebirgsjägerdenkmal 1914–18 zur Erinnerung an die 3.000 gefallenen Angehörigen des Jägerregiments 3 auf dem Übelhorn, dem Hauptgipfel des Grünten. Der Steinturm auf einem Sockel von fünf Metern Durchmesser mit einer Gedenkhalle im Innern ist inspiriert von buddhistischen Lhathos in Tibet. Das Denkmal wurde von den Gebirgsjägern selbst errichtet; die Bruchsteine wurden mit Hilfe von Mulis auf den Berg gebracht.[16]
- 1922–1923: München, Georgenstraße 4 (Maxvorstadt). Aufstockung des nördlichen Rückgebäudes einer ursprünglich von August Thiersch 1892–94 im Stil der Neorenaissance errichteten Villa (Sitz des Piper Verlags; mit dem Hauptgebäude unter Denkmalschutz, D-1-62-000-2086)
- 1923–24: erste Skisprungschanze von Reit im Winkl (Steinbachschanze) gebaut, sie ermöglichte bereits Weiten bis 45 Meter.[17]
- 1923–1924: Kriegergedächtniskapelle 1914–18 in Reit im Winkl, oberhalb des Dorfes am Hausberghang[18][19]
- 1928–1930: „Siedlung Friedenheim“ (auch „Neufriedenheim“) in München (teilweise unter Denkmalschutz)
Siedlung des sozialen Wohnungsbaus der Weimarer Republik; Die abschirmende Außenbebauung der von Biehler geplanten Siedlung stammt Reichsbaurat Roderich Fick und wurde später von Alwin Seifert fortgesetzt.
- 1933–1934: Wohnhaus Biehler, München[20]
- 1933–1935: Wandelhalle mit Konzert- und Theatersaal des Jod-Schwefelbades Wiessee, Adrian-Stoop-Straße 37 sowie Pumpenhaus, Adrian-Stoop-Straße 39 (alle Bauten unter Denkmalschutz; D-1-82-111-35)[21]
- ab 1935: Musterwohnsiedlung am Möslewald, Freiburg im Breisgau, zwischen Hansjakobstraße und Möslewald/Oberrieder Straße  (1. Preis in Architektenwettbewerb der Bauherrin Siedlungsgesellschaft Freiburg; Ausführung unter Biehlers künstlerischer Oberleitung durch eine Arbeitsgemeinschaft der sechs prämierten Entwurfseinreicher, neben Biehler Alfred Giese, Paul Rittershausen, Alfred Wolf, Philipp Müller, Gregor Schroeder, alle aus Freiburg)[22][23]
- 1935–1936: Gebirgsjägerkaserne (Prinz-Heinrich-Kaserne) in Lenggries, Ortsteil Wasenstein, Gebirgsjägerstraße 15; für die Heeresbauverwaltung, mit Karl Erdmannsdorffer (unter Denkmalschutz; D-1-73-135-213; bis 2014 Umbau zu einem Funsport-Zentrum geplant)[24][25]
- 1936: Friedhofsgebäude im Waldfriedhof Solln, Warnbergstraße 2, für die Gemeinde Solln (heute zu München) (unter Denkmalschutz, D-1-62-000-7339), siehe Liste der Baudenkmäler in Bad Wiessee
- 1936–1937: Evangelisch-lutherische Friedenskirche mit Pfarrhaus, Bad Wiessee, Kirchenweg 6 (unter Denkmalschutz; D-1-82-111-10)[26][27]
- 1937–1938: Gebirgsjägerkaserne Bischofswiesen
- 1938: Auftrag zum Bau eines der ersten modernen Schlepp-Skilifte in Deutschland, am Iseler bei Oberjoch/Hindelang (kriegsbedingt erst Ende 1942 fertiggestellt)[28][29]
- 1940–1943: Teile der Wohnsiedlung „Bachlfeld“ in Linz-Urfahr: Im Bachlfeld 22–38c, ursprünglich als Block IX der „Führer-Siedlung“ geplant. Die Hausnummern 30–38c (gerade Nummern) standen von 15. Oktober 2009 bis 2018 unter Denkmalschutz[30][31] (Listeneintrag)
- 1940–1942: Teile der Harbachsiedlung in Linz-Urfahr bzw. Pöstlingberg: Leonfeldner Straße 66–92 (gerade Hausnummern) (Listeneintrag); die Hausnummern 94–130b (gerade Nummern) (Listeneintrag) stehen seit 15. Oktober 2009 unter Denkmalschutz[32]
- 1948 oder früher: Friedhoferweiterung für Elbach und Irschenberg[33]
- 1949–1950: Prinzregenten-Lichtspiele (Kino), München-Bogenhausen (zusammen mit Architekt Schwarzkopf; heute Supermarkt)
- 1953: vereinfachter Wiederaufbau der ursprünglich 1899/1900 nach Plänen von Erich Göbel von Heilmann & Littmann errichteten, im Zweiten Weltkrieg durch Bomben und Brand stark beschädigten, evangelisch-lutherischen Christuskirche in München-Neuhausen, Dom-Pedro-Platz 4[34][35]; unter Denkmalschutz, siehe Liste der Baudenkmäler in Neuhausen (München)
- 1957–1958: Ufa-Peterhof-Lichtspiele (Kino), München, Marienplatz 22, 1. Stock; zusammen mit Herbert Korn (nicht erhalten;  ab 1958 Gaststätte und Hoch-Café Peterhof, heute ist dort die Großbuchhandlung Hugendubel)

### Entwürfe
- 1933: Teilnahme am Wettbewerb für die Reichsführerschule der NSDAP in Neu-Grünwald bei München (gemeinsam mit Walter Schetelig und Dominikus Weißkirchen)[36][37]
- 1939: 2. Preis im beschränkten Wettbewerb für das in Innsbruck geplante (nie realisierte) „Haus der deutschen Bergsteiger“[38]
- 1942 oder früher: Ersatzbauten für das Glocknerhaus und die Franz-Josefs-Hütte an der Großglockner-Hochalpenstraße[39]
- 1943: Projekt für ein Wasserkraftwerk an der Salzach bei Laufen[40]
- 1948 oder früher: Projekt für einen neuen Friedhof in Freising[33]
- 1949: Entwurf für eine Schwesternschule (heute Schwesternschaft) am Rotkreuzplatz in München (Hochhaus mit ca. 60 m Höhe); später von Hubert Michel ausgeführt (1965 fertiggestellt).